# Sorefame
Sorefame (Kofferwort für Sociedades Reunidas de Fabricações Metálicas) war ein portugiesisches Unternehmen zur Herstellung von Eisenbahnfahrzeugen und Hydrotechnologie, so Dammtore. Das 1943 gegründete Unternehmen wurde 1990 aufgespalten und 2005 vom Mutterkonzern Bombardier Transportation geschlossen.

## Geschichte
Sorefame wurde 1943 gegründet und war in zwei Produktfeldern aktiv, einerseits der Herstellung von Eisenbahnfahrzeugen, andererseits im Bereich der Hydrotechnologie. In den 1970er-Jahren hatte Sorefame mit 4100 Mitarbeitern den Höhepunkt in der Anzahl Belegschaft erreicht.
1990 wurde Sorefame gemeinsam mit SMM, MAGUE und SEPSA zur Grupo SENETE fusioniert, an deren Kapital der schwedisch-schweizerische Technologiekonzern Asea Brown Boveri (ABB) mit 40 % beteiligt war.
In den 1990er-Jahren wurde das Unternehmen aufgespalten: Der Bereich des Eisenbahnbaus erhielt den Namen Sorefame, das Gebiet der Hydrotechnologie wurde unter dem Namen Hidro-Sorefame in den Geschäftsbereich ABB-Hydro integriert, der 1997 in ein Joint-Venture mit Alstom ausgegliedert und später von diesem komplett übernommen wurde, so dass die ehemalige Hidro-Sorefame heute Bestandteil der Alstom ist.
Der Eisenbahnbereich wurde 1996 Bestandteil des ABB/Daimler-Benz-Joint Ventures Adtranz, das 2001 vom kanadischen Konzern Bombardier Transportation übernommen wurde. Im Rahmen einer europaweiten Umstrukturierung, bei der Werke in Deutschland und auch das frühere Adtranz-Werk im schweizerischen Pratteln zum Opfer fielen, wurde das Bombardier- und frühere Sorefame-Werk in Amadora geschlossen.

## Produktpalette
Die Produktpalette der Wagen- und Lokomotivfabrik Sorefame umfasst nahezu den gesamten Fuhrpark der portugiesischen Eisenbahngesellschaft Comboios de Portugal (CP). Vor allem zu Zeiten des Estado Novo in der Salazar-Diktatur war Sorefame der Hauslieferant der CP, nach der Nelkenrevolution 1974 setzte jedoch eine Liberalisierung des Marktes ein, so dass sich Sorefame auf die Herstellung von Lizenzbauten konzentrierte.
So entstand die CP-Baureihe 1900 1981 nach dem Vorbild der SNCF CC 72000 von Alstom. Heute noch im Einsatz stehen die dem Corail-Wagen-Design der SNCF nachempfundenen Intercidades-Wagen und die Alfa Pendular, welche in Lizenz von Fiat Ferroviaria nach dem Vorbild der ETR 460/ETR 480 der FS/Trenitalia gefertigt wurden. Auch die 1991 von Siemens für die Linha de Sintra bestellten Fahrzeuge wurden in Amadora gebaut. Des Weiteren baute die Sorefame auch Niederflurfahrzeuge für die Carris, welche auf dem Netz der Straßenbahn Lissabon eingesetzt werden.

## Werkgelände
Das in der Nähe des Bahnhofs Reboleira gelegene Werk wurde nach der Schließung 2005 von Bombardier der weiteren Nutzung übergeben. Für sieben Millionen Euro übernahm die Infrastrukturgesellschaft REFER etwas weniger als die Hälfte des Areals zur Nutzung für bahnnahe Weiterbildungen. 2008 ging das Gelände an die CP-Tochter EMEF über, welche hier Wartungs- und Sanierungsarbeiten ausführt. Zudem verlegte die EMEF den Hauptsitz von Lissabon nach Amadora, wo sich jetzt die Servicezentrale und die Marketingdirektion befinden. Der Rest des Geländes wird vom Glascontainerhersteller Sotancro genutzt.